# Irydektomia
Irydektomia – okulistyczny zabieg operacyjny polegający na udrożnieniu kąta przesączania poprzez przypodstawne wycięcie tęczówki oka, stosowany w leczeniu jaskry o zamkniętym kącie przesączania.